# Iglesia de San Fabián y San Sebastián (Alobras)
La iglesia de San Fabián y San Sebastián (también nombrada Iglesia de los santos mártires San Fabián y San Sebastián) es la parroquial de Alobras, municipio de la provincia de Teruel, (Comunidad de Aragón, España).
Eclesiásticamente, pertenece a la diócesis de Teruel y Albarracín, vicaría II, Arciprestazgo de Teruel Rural.

## Historia
Siendo Alobras una de las villas del condado de Fuentes en la antigua diócesis de Albarracín, su iglesia dependía eclesiásticamente de Tormón, villa del mismo condado con castillo fuerte. Mediado el siglo XV (1553), siendo obispo de Albarracín Gaspar Jofre de Borja (1530-1556), la iglesia de Alobras ya fue erigida en vicaría.
Durante el proceso de desmembración de las iglesias de Albarracín y Segorbe –hecho que tuvo lugar en la segunda mitad del siglo XVI (1577)-, la villa de Alobras, junto con la de El Cuervo (Teruel), Tormón y Tramacastiel, el denominado «Cuartillejo de El Cuervo» fue objeto de litigio, pues ambas nuevas diócesis (Diócesis de Albarracín y Segorbe) pretendían derechos sobre sus parroquias, aunque finalmente quedó dentro de los límites de la de Albarracín.
A principios del siglo XVII (1618), Alobras todavía poseía su antiguo templo, Sebastián de Utienes lo describe así:

«La iglesia parrochial es de una navada con boveda de madera so invocación del glorioso San Sebastián cuyo retablo es de pincel con la figura del Santo y de San Fabián./ Al lado del altar mayor a la parte del Evangelio está el altar de Nuestra Señora cuyo retablo es de pincel y dentro un tabernáculo la figura de Nª Sª de maconeria./ Item la capilla de Nuestra Señora del Rosario cuyo retablo es de pincel dorado dentro de un tabernáculo la figura de Nª Sª del Rosario de maconeria dorada./ Item a la parte de la epistola el altar del Señor San Gregorio cuyo retablo es de pincel con la figura del Santo».
Las iglesias de la diócesis de Albarracín, César Tomás Laguía

A mediados del siglo XVII (1651), las autoridades civiles de Alobras (Justicia, jurado mayor y otros) pactaron con Pedro Valero Díaz (residente en Terriente, aldea de Albarracín, que actuó en nombre propio y en el de su hermano Juan Valero Díaz, secretario del rey, y en el de su hijo Pedro Valero Díaz, colegial mayor en el Colegio de San Salvador de Oviedo, en Salamanca), la construcción de una nueva iglesia en la villa. En dicho pacto intervinieron también el obispo de Albarracín -Martín de Funes (1645-1653)- y el deán de la catedral (Jerónimo Salas de Espulgas): en las estipulaciones se acordó la demolición de la vieja iglesia con bóveda de madera, el solar quedaría como lugar de enterramiento para la villa, y los escombros quedarían en poder de la familia donante, para utilizarlos exclusivamente como material de construcción para la nueva iglesia. Asimismo, se acordó que el altar mayor de la vieja iglesia podría servir para la erección de una capilla para el donante, pues el altar mayor de la nueva iglesia sería construido de novo a sus expensas.
Cabe decir que el donante principal era el caballero Juan Valero Díaz (Alobras, 1577-Madrid, 1653), natural de la villa y personaje notable -había sido secretario del rey en el Supremo Consejo de Aragón-, fallecido antes de haber tomado posesión del patronato de la iglesia y de la capilla que se la había asignado en la nueva fábrica, donde él y los suyos tendrían derechos de enterramiento. Es por ello que en 1655, con el objeto de salvaguardar los derechos del fundador y sus familiares se acordaron nuevas capitulaciones -renovando las acordadas en 1651-: a dicha sesión asistieron los descendientes del donante (su hermano Pedro Valero Díaz y el hijo de este, Pedro Valero Díaz -a la sazón colegial mayor de San Salvador de Oviedo en Salamanca-, y el Concejo de la villa en pleno.
Merced al acta levantada en aquellas nuevas capitulaciones de 1655 se sabe que la nueva iglesia de Alobras ya estaba terminada en aquella fecha. Por el acta notarial levantada se conoce la distribución de las capillas en el nuevo templo, que conservaba un orden similar al del viejo templo: la primera del lado del evangelio (izquierda), estaba dedicada la de la Virgen del Rosario, seguida por la de la Natividad de Nuestra Señora, y por la dedicada a la Pila Bautismal: esta tenía un cuadro de la Soledad y sobre él un Cristo, regalo de la viuda de Juan Valero Díaz, el fundador. Por el lado de la epístola (derecha), en primer lugar estaba la capilla de san Juan Bautista, reservada a los Valero Díaz.
El hermano del fundador, Pedro Valero Díaz y su esposa Juana Asensio (que moraban en Terriente, Teruel), en su testamento -de fecha 7 de noviembre de 1654- «ordenaron ser enterrados en la iglesia de Alobras, y si muriesen antes de terminar la construcción de dicha iglesia serán depositados en la de Terriente para ser trasladados a aquella». Asimismo, dejaron cierta cantidad de dinero para velas «que han de arder en el traslado del Santísimo a la nueva iglesia»; finalmente, dispusieron fueran «trasladados a la capilla de san Juan Bautista del nuevo templo los restos de Francisco Valero Días y María Valero, padres del fundador de la nueva iglesia y otros ascendientes».-
Existe una descripción del nuevo templo parroquial de Alobras, correspondiente a la segunda mitad del siglo XVII -según el relato de Juan Monterde y Antillón (1665-1670)-:

«La iglesia parroquial es de una nabada labrada a lo moderno so invocacion del glorioso San Sebastián cuyo retablo es de pintura con colubnas de maçoneria y esta dorado y tiene sagrario, torre, campanas, pila bautismal y sacristia con medianos ornamentos que ellos y la Iglesia hizo a sus expensas el Sr. Dn. Juan Valero Diaz, secretario del Supremo de Aragon. Tienen el patronato de ellas los descendientes de su hermano don Pedro Valero y ahora lo es el Sr. Dn. Pedro Valero, Justicia de Aragón. Tienen entierro en la capilla mayor y silla en el primer banco que esta azia la sacristia».
 Las iglesias de la diócesis de Albarracín , César Tomás Laguía 

El fundador de la iglesia parroquial de Alobras falleció sin hijos, siendo su hermano y sobrinos los legítimos herederos de los derechos de enterramiento en la capilla de san Juan Bautista. Ello no obstante, algunos parientes lejanos pretendieron derechos para ser inhumados en dicha capilla, lo que originó ciertos pleitos en el siglo XVIII, siendo el más notable el incoado en el oficialato de la Curia de Albarracín el 1 de abril de 1765, conocido como «proceso de los Azcuitia», que el 26 de octubre de 1772 fue sentenciado contra los Azcuitia, por no ser descendientes directos del fundador ni de su hermano, razón por la que los restos de los inhumados de esta familia tuvieron que ser exhumados, «trasladándoles al cuerpo de la Iglesia». La sentencia no gustó a los Azcuitia, que apelaron al tribunal metropolitano.
A mediados del siglo XIX (1845), Pascual Madoz escribe sobre la iglesia parroquial de Alobras diciendo que se halla bajo la advocación de «San Fabián y San Sebastián», estando servida por un cura y un sacristán: «el curato es de segundo ascenso y lo provee S.M. ó el diocesano, según los meses en que vaca, siempre por oposición en concurso general». Respecto de los patronos, fábrica y arquitectura, dice:

«el edificio se reedificó el año 1651 por Pedro Palacios y otros arquitectos, á espensas de D. Juan Valero Díaz, secretario de S.M. e hijo de Alobras; su arquitectura es de orden toscano, se divide en 3 naves, la de en medio tiene 33 varas de long., 10 ½ de lat., y 12 de elevacion, y las colaterales 19 de long. 4 ½ de lat., y 7 de elevacion: este templo se compone de 10 altares de los cuales el mayor es de orden corintio, y se halla adornado con muy buenas pinturas; tiene coro y sacristía muy capaces y un órgano de octava corta. [...] En su parte esterior es digna de notar la portada de piedra sillería; 10 estribos de los mismo de 10 ½ de elevación, un pórtico cubierto con 18 palmos de fonod, 2 estátuas de piedra de los Stos., titulares, y la torre que contiene el relox».
Diccionario Geográfico-Estadístico-Histórico, Pascual Madoz

El orden toscano en el que Madoz dice está construido el templo de Alobras, es una simplificación del orden dórico, siendo esta una aportación etrusca a los órdenes clásicos. Muy utilizado y difundido por los romanos, de ahí su manejo por los arquitectos renacentistas europeos desde el siglo XV, pues conocían mejor este orden que el clásico griego. En cuanto al orden corintio en que dice está construido el altar mayor del templo, cabe comentar que es el más elegante de los órdenes arquitectónicos clásicos, siendo similar al orden jónico, del que difiere básicamente por la forma del capitel.
Completando su descripción, el mismo autor, al decir los bienes de la iglesia, alude también de ciertas reliquias de los santos patronos, «y otras que fueron auténticamente trasladadas y se veneran en el mismo desde el año 1726».

## Ubicación y descripción
La iglesia parroquial de Alobras es una construcción exenta, se halla en el «barrio de la Iglesia» -junto al cementerio, solar del antigo templo-, frente a una placeta que centra un copudo olmo común o negrillo (Ulmus minor); su fábrica es de planta rectangular y está orientada al estilo antiguo –este (cabecera), oeste (pies)- con muros de mampostería ordinaria y esquinas de sillería con contrafuertes; posee torre cuadrangular a los pies, lado del evangelio y atrio exterior cubierto en el lado de la epístola, y cobertura a cuatro aguas basada en teja árabe dispuesta en canal y cobija:

«La fábrica del templo impresiona por su solidez y buena factura, posee planta alargada, orientada al estilo antiguo –este (cabecera), oeste (pies)-, con torre campanario cuadrangular a los pies, lado del evangelio y entrada abierta en el muro meridional, ligeramente descentrada hacia los pies, luciendo un admirable pórtico, “con dos estatuas labradas en piedra de los santos titulares” –refiere Madoz-. En la actualidad, sin embargo, dentro del pórtico, sobre el arco de medio punto de la entrada, puede verse una hornacina renacentista con cúpula avenerada y la imagen de san Sebastián atado a un tronco de árbol, flanqueada por dos grandes escudos labrados. Los escudos muestran en un cuartel un campo de gules con castillo de plata y tres torres, de la del homenaje emerge un brazo armado con espada. En la parte cimera de cada escudo luce una celada con penacho de plumas, mirando hacia dentro. El escudo o blasón tiene una leyenda: VALER O MORIR».
Alobras, pueblo de Teruel (y II), Alfredo Sánchez Garzón

El magnífico edificio posee tres naves, una central y dos laterales donde se ubican las capillas, con presbiterio un escalón por encima del piso del templo, altar exento y sin retablo, en su lugar posee un hornacina con la imagen de la Virgen; y coro alto a los pies -en el que destaca una original baranda de hierro forjado y grueso pasamano de madera-, construido en estilo renacentista-barroco, y grandes veneras estriadas en la base. Su construcción data de mediados del siglo XVII (1651-1655).